# سایه‌ای در تاریکی
سایه‌ای در تاریکی یک مجموعه تلویزیونی محصول سال ۱۳۸۶ به کارگردانی سید ابراهیم جوادخانی، نویسندگی نادر وحید و تهیه‌کنندگی ودود آقامحمدیان می‌باشد که از شبکه سه پخش شد. این مجموعه در ۱۳ قسمت ۴۵ دقیقه‌ای تهیه شد.

## خلاصه داستان
این مجموعه مضمونی اجتماعی دارد و به مشکلاتی که جامعه در حال حاضر گریبان گیر آن است مثل تأثیر مواد مخدر و قرص اکس در فروپاشی خانواده‌ها می‌پردازد. داستان دختری به نام آیلار را روایت می‌کند که فرزند یک آدم متمول است. او به دلیل شرایطی که پدرش ناآگاهانه برایش به وجود آورده در دام افرادی گرفتار می‌شود که سعی می‌کنند از موقعیت خانوادگی او به نفع خود استفاده کنند.

## بازیگران
- امیرکاوه آهنین جان
- شهرام عبدلی
- افسانه ناصری
- مریم خدارحمی
- بهار ارجمند
- حشمت آرمیده
- شهنام شهابی
- فرشید سلامت
- لعیا میرصیری
- مجید مشیری
- قادر‌‌ایمانی
- صبا مهری
- فرهاد طوفان
- طاهر جهانگیری
- مینا سیمزاری
- احمد فیضی
- شهرام پوردنیا
- احمد پرستان
- الناز صادقی
- پروین شایگان
- هما مجرد